# Monumento a Murillo
El monumento a Murillo es una estatua sobre pedestal, obra de 1867 del escultor español Sabino Medina, dedicada al artista Bartolomé Esteban Murillo. Se encuentra en la plaza de Murillo, junto a la puerta del mismo nombre del Museo del Prado en Madrid (España).

## Descripción
El monumento a Murillo está formado por una estatua de bronce que representa al pintor sevillano Bartolomé Esteban Murillo, sobre un pedestal organizado en dos cuerpos. El superior es un bloque prismático de piedra caliza, con basa y capitel moldurados y el inferior es más sencillo, de granito, liso y escalonado. Las dimensiones de la escultura son 3,80 m de alto y 1,50 m de ancho y fondo. Con el pedestal, el conjunto alcanza unas dimensiones de 5 m de alto, 3,08 m de ancho y 3,08 m de fondo. 
En el cuerpo superior aparece la inscripción MURILLO y debajo un óculo ciego con la representación del arte pictórico, una paleta y un pincel, adornado con una guirnalda. En el frente posterior, figura en la parte inferior la inscripción incisa pintada en rojo: JAIME LOIS, padre de José Lois e Ibarra, político que sufragó el coste del pedestal. Se encuentra situado sobre un parterre circular en la plaza Murillo, entre el Museo del Prado y la puerta del Real Jardín Botánico de Madrid.
El autor de la escultura fue el artista madrileño Sabino Medina, y es una réplica de la realizada en 1859 en Sevilla, la ciudad natal de Murillo, en la plaza frente al Museo de Bellas Artes.

## Historia
El Museo del Prado tuvo un papel paradigmático a escala nacional e internacional como modelo en la dedicación de monumentos a artistas en el espacio público próximo a los museos. La existencia de tres accesos -norte, oeste y sur- (que daban acceso a los dos niveles que el arquitecto Fernando Chueca Goitia identificaba como dos diferentes plantas bajas en el mismo edificio) favorecía la instalación de hitos monumentales que se han asociado naturalmente a la historia del Museo del Prado y han dado de paso nombre a las tres puertas principales de la pinacoteca madrileña, Goya, Velázquez y Murillo, respectivamente.
Según ha documentado Socorro Salvador, la iniciativa de erigir este monumento partió del propio Sabino Medina, que el 13 de abril de 1861 escribió una instancia al alcalde de Madrid comunicándole que la estatua a Murillo que le habían encargado para Sevilla estaba a punto de ser fundida en bronce en París por Eyck y Durand. Esta segunda versión, por un reducido sobrecoste, podría servir para rendir homenaje a Murillo en Madrid «donde existen la mayor parte de sus admirables obras». Aunque el escultor tuvo cuidado en añadir que serviría para cualquier calle o plaza que el ayuntamiento dictaminase, la corporación, una vez comunicado al artista que se admitía su propuesta, procedió a solicitar permiso al Patrimonio Real para que accediese a que fuera colocada la escultura delante de la fachada del Museo del Prado. El Ayuntamiento de Madrid también solicitó la autorización del aprovechamiento de la escultura a la propietaria del encargo original a Sabino Medina, la Sociedad de Emulación y Fomento de Sevilla, quien lo aprobó con la condición de que en su pedestal se indicara tal circunstancia, lo que finalmente no se cumplió.

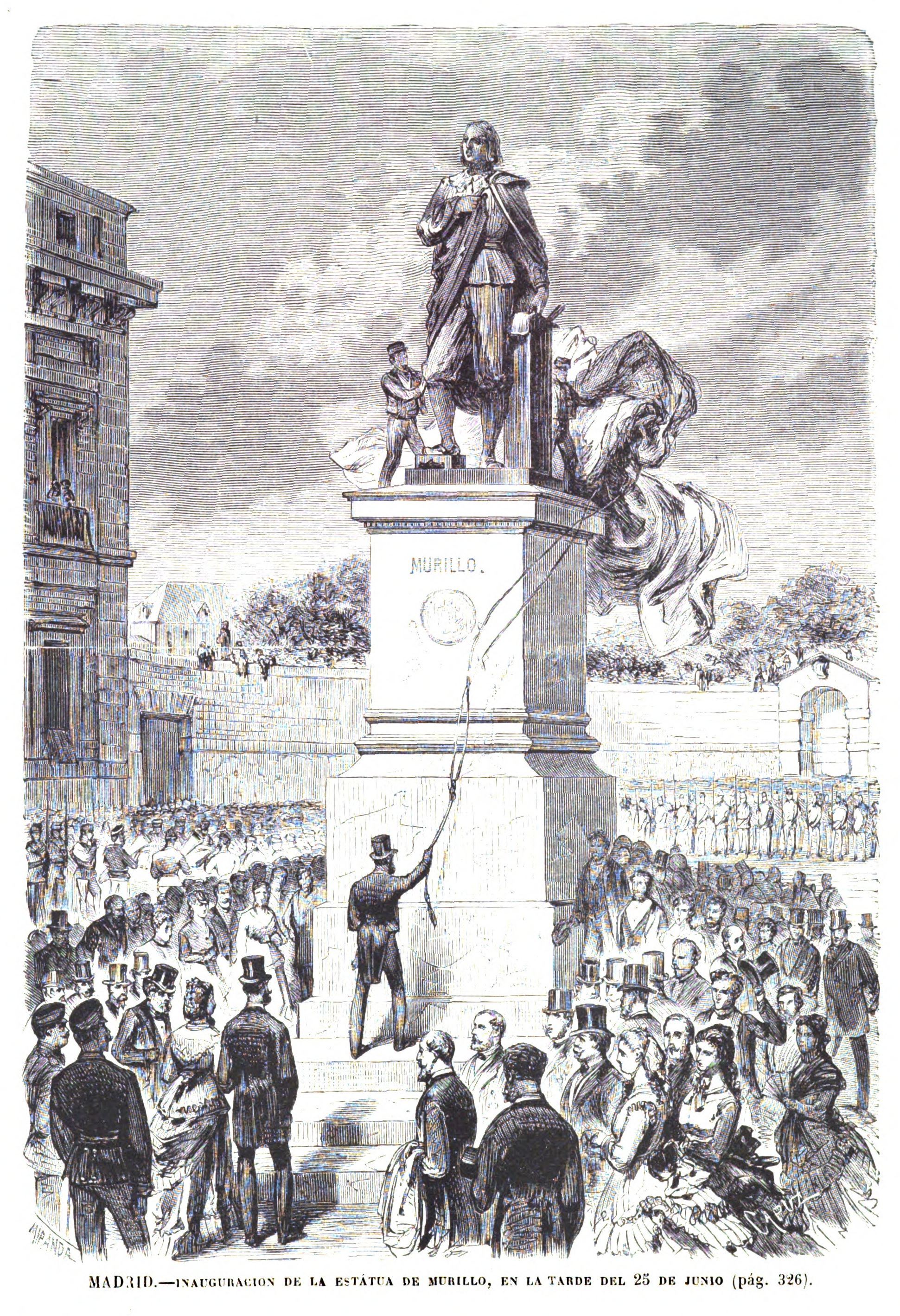
Inauguración del monumento el 25 de junio de 1871

El 15 de mayo de 1863, el Museo del Prado recibió la escultura, quedando depositado en un primer momento en el vestíbulo de su fachada que mira al Jardín Botánico. El pedestal para su colocación en la plaza junto al acceso sur del Museo fue encargado en primer lugar al arquitecto municipal Juan José Sánchez Pescador, luego al propio Medina, rechazado por su excesivo coste, y finalmente al arquitecto Agustín F. Peró, cuyo diseño ejecutó su compañero José Lois e Ibarra gratuitamente, con la sola condición de poder grabar en él, a modo de homenaje y recuerdo, el nombre de su padre Jaime Lois y Lois, maestro cantero a quien en principio estaba previsto encargar la materialización del proyecto pero no pudo hacerlo por fallecimiento. A Medina le encargaría el ayuntamiento en 1864 el presupuesto para otras dos estatuas para adorno del resto de fachadas del Museo del Prado, dedicadas a Velázquez y a Juan de Villanueva, que finalmente no se concretaron. Fue inaugurado el 25 de junio de 1871 por el rey Amadeo de Saboya.
El monumento a Murillo está incluido en el Paseo del Prado, declarado Bien de Interés Cultural (BIC) por Decreto 317/1999, de 4 de noviembre, en la categoría de monumento. Forma parte del Paisaje de la Luz, que desde el 25 de julio de 2021 es un paisaje cultural declarado Patrimonio de la Humanidad.